# Better Man: Robbie Williams
A Better Man: Robbie Williams (eredeti cím: Better Man) 2024-es amerikai–ausztrál–brit–kanadai életrajzi zenés filmvígjáték Michael Gracey rendezésében. A főbb szerepekben Robbie Williams, Jonno Davies, Steve Pemberton, Damon Herriman és Raechelle Banno látható.
Az Amerikai Egyesült Államokban 2024. december 25-én, az Egyesült Királyságban, Ausztráliában és Magyarországon 2024. december 26-án mutatták be a mozikban.

## Cselekmény
A film Robbie Williams szárnyalásának, bukásának és újbóli felemelkedésének történetét meséli el. A fiatal Robbie arról álmodik, hogy sztár lesz. Tizenhat évesen Nigel Martin-Smith zenei menedzser felveszi a Take That nevű fiúbandába. A banda hamarosan futballstadionokban lép fel és a sikerlistákon foglal helyet.
Robbie-nak azonban csak kollégája, Gary Barlow dalaira kellene táncolnia, Robbie viszont saját dalokat akar írni és énekelni. Frusztrációjában drogokhoz nyúl és alkoholt iszik. A drog- és bulizós mértéktelenségek után ki kell lépnie a zenekarból. A függőség és az önbizalomhiány gyötri, így a teljes összeomlás szélén áll.

## Szereplők
| Szerep             | Színész            | Magyar hang           |
| ------------------ | ------------------ | --------------------- |
| Önmaga             | Robbie Williams    | Hujber Ferenc         |
| Robbie fiatalon    | Jonno Davies       | Csiby Gergely         |
| Robbie gyerekként  | Carter J. Murphy   | Holló-Zsadányi Norman |
| Peter Williams     | Steve Pemberton    | Scherer Péter         |
| Janet Williams     | Kate Mulvany       | Bertalan Ágnes        |
| Betty Williams     | Alison Steadman    | Bókai Mária           |
| Nigel Martin-Smith | Damon Herriman     | Tóth Roland           |
| Nicole Appleton    | Raechelle Banno    | Kobela Kíra           |
| Gary Barlow        | Jake Simmance      | Ungvári Gergő         |
| Howard Donald      | Liam Head          | Jakab Márk            |
| Mark Owen          | Jesse Hyde         | Rada Bálint           |
| Jason Orange       | Chase Vollenweider | Czető Ádám            |
| Guy Chambers       | Tom Budge          | Pálmai Szabolcs       |
| Liam Gallagher     | Leo Harvey-Elledge | Fáncsik Roland        |
| Noel Gallagher     | Chris Gun          | Csizmadia Gergely     |
| Anthony Hayes      | Chris Briggs       | Szűcs Péter Pál       |
| Nate               | Frazer Hadfield    | Tóth Márk             |

### Magyar változat
- Magyar szöveg és dalszöveg: Zalatnay Márta
- Hangmérnök és vágó: Szabó Miklós
- Gyártásvezető: Boskó Andrea
- Szinkronrendező: Kosztola Tibor
- Produkciós vezető: Jávor Barbara

A szinkront a Direct Dub Studios készítette el.

## A film készítése
A filmet először 2021 februárjában jelentették be, Michael Gracey rendezi és Gracey,  Oliver Cole és Simon Gleeson írja. Gracey producerként is közreműködik Jules Daly-val és Craig McMahonnal. Az év későbbi részében arról számoltak be, hogy az ausztrál kormány Producer Offset és a Film Victoria ösztönző programjain keresztül finanszíroza a filmet. A filmet Ausztráliában és Új-Zélandon a Roadshow Films fogja forgalmazni, míg a nemzetközi értékesítést a Rocket Science kezeli. A szatirikus musicalként jellemzett filmet Robbie Williams sztárságának három évtizedét öleli fel, kezdve a Take That nevű népszerű zenei együttesben elért első sikereitől karrierje hullámvölgyeiig. A hírek szerint a film újraértelmezi és új kontextusba helyezi néhány dalát.

### Forgatás
A forgatás a Docklands Studios Melbourne-ben zajlott 2022 májusában és júniusában. A 2001-es Live At The Albert koncertjének jeleneteit a londoni Royal Albert Hallban vették fel, Robbie Williams ottani koncertjei alatt, 2022. november 6-án és 7-én. A közönség tagjai kedvezményes árú jegyeket vásárolhattak, és estélyi ruhában vehettek részt a felvételeken. A forgatás további részei Londonban zajlottak 2023 márciusában.

## Filmzene
A filmben Robbie Williams olyan dalai szerepelnek, mint a „She's the One”, az „Angels” és a „Let Me Entertain You”. Gracey elmondta, a dalokat „újraénekelték”, hogy megfeleljenek „a filmbeli pillanat érzelmeinek”. Az eredeti zenét Batu Sener szerezte. 2024. november 22-én Williams kiadta a „Forbidden Road” című kislemezt, amely a film filmzenéből származik; a dal a 20. helyet érte el a UK Singles Downloads Chart-on.
A Better Man című filmzenealbum 2024. december 27-én jelent meg. Az album 2025. január 3-án a UK Albums Downloads Chart 1. helyén, a UK Soundtrack Albums Chart 4. helyén debütált.

## Bemutató
A Better Man premierje a Telluride Filmfesztiválon volt, és a Torontói Nemzetközi Filmfesztiválon is bemutatták 2024. szeptember 10-én. Emellett a film nyitotta meg az 55. Indiai Nemzetközi Filmfesztivált 2024. november 20-án.
Ausztráliában 2024. december 26-án mutatta be a mozikban a Roadshow Films, az Egyesült Királyságban pedig az Entertainment Film Distributors. A Paramount Pictures korlátozott számú moziban december 25-én vetítette az Egyesült Államokban, majd 2025. január 10-én került a mozikba.